# Sichtfenster
Ein Sichtfenster ist allgemein eine Aussparung, durch die Informationen eingesehen oder Arbeitsprozesse und Abläufe überprüft werden können.

## Bei einer Maschine

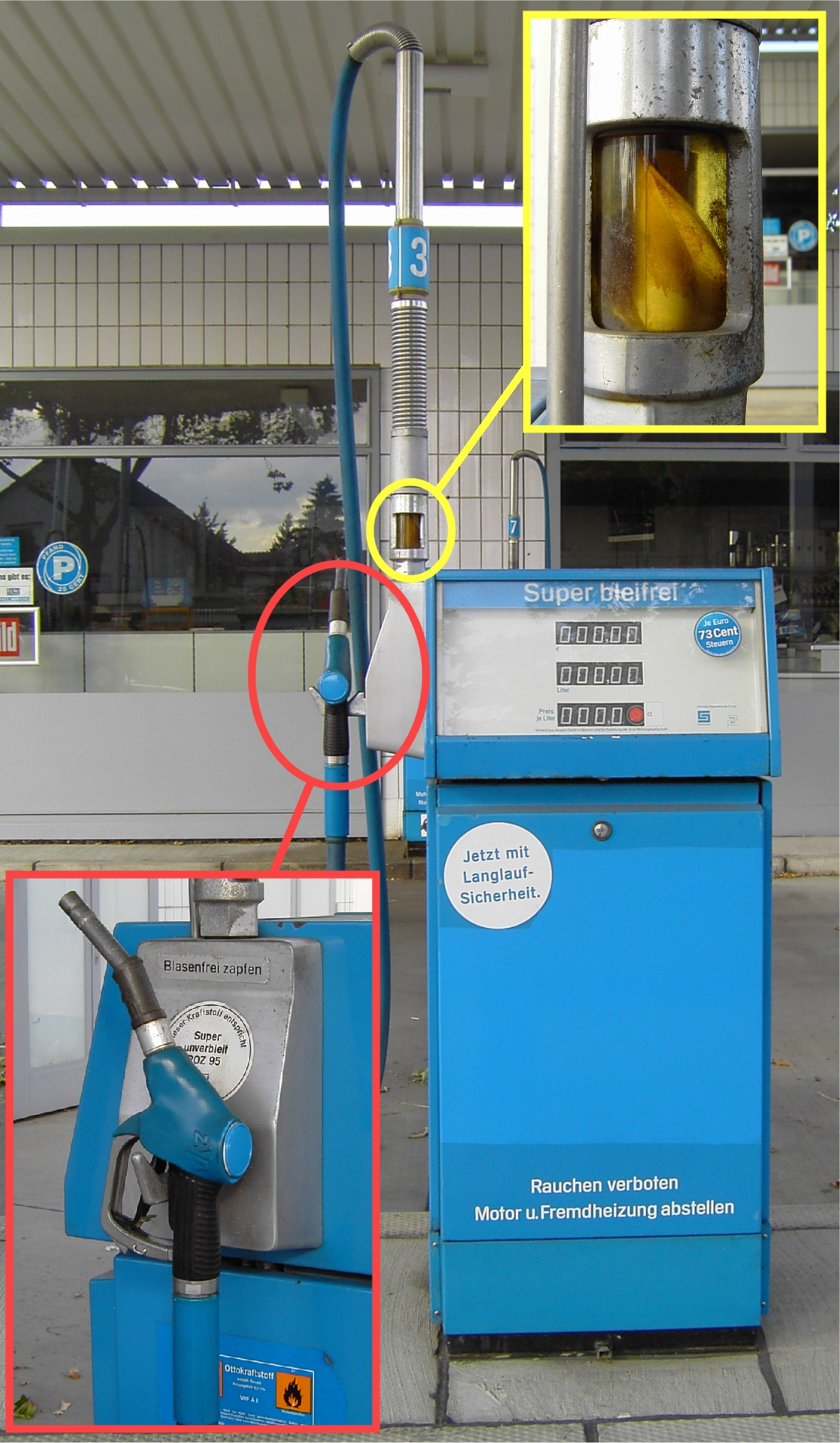
Sichtfenster an einer Zapfsäule zur Kontrolle des Kraftstoffdurchfluss

Beim Ablauf eines Arbeitsprozess kann es sein, dass dieser oder die Maschinen-Funktionalität überprüft werden muss. Hierzu dienen Sichtfenster, welche oft mit Glasscheiben, bei gefährlichen Prozessen auch mit Panzerglasscheiben, abgesichert sind.
Solche Sichtfenster findet man unter anderem an Zapfsäulen, Ventilen, Fräs- und Drehmaschinen und Ölreservoirs.

## Beim Kuvert

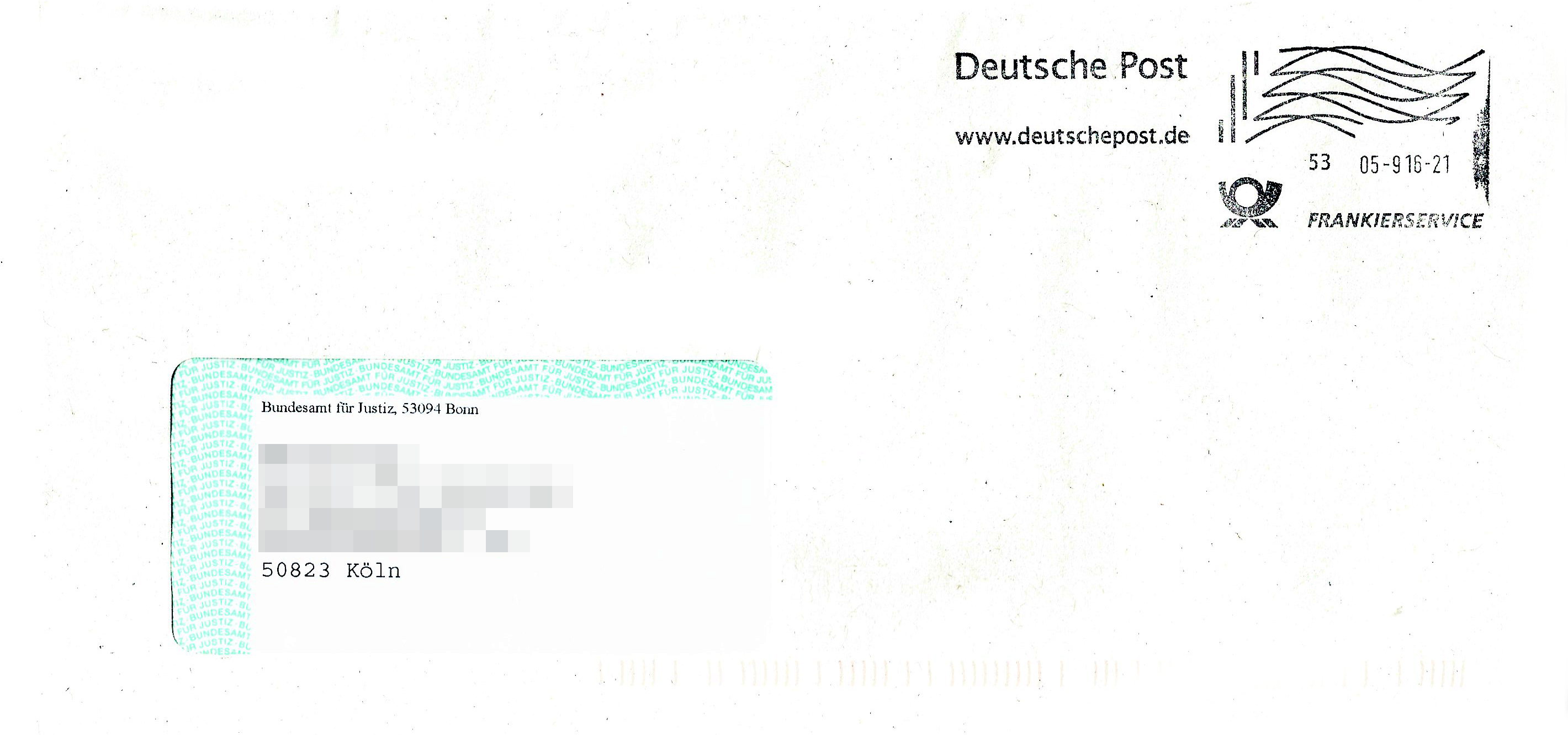
Briefumschlag mit Sichtfenster

Ein Sichtfenster gibt in einem Kuvert den Blick auf das Adressfeld des innen liegenden Dokumentes frei.

### Vorteile
Alle öffentlichen Informationen über den Versender und den Empfänger des Briefes sowie weitere Informationen für die Bearbeitung des Briefes durch den Briefdienstleister, die Poststelle des Empfängers oder das Archiv, werden im Adressfeld des Dokumentes aufgebracht und bleiben erhalten, wenn das Kuvert entfernt wird. Der Versender muss diese Informationen nicht zusätzlich auf dem Kuvert aufbringen und kann das Dokument zeitlich, räumlich und personell getrennt von seiner Entstehung drucken und kuvertieren.

### Nachteile
Ein Sichtfenster bildet einen mechanischen Schwachpunkt an der Oberfläche des Kuvert und ist deshalb für Briefe mit Gewichten über 500 g ungeeignet.

## Bei ISO-TQM (Total-Quality-Management)
Metaphorisch benutzt, sind Sichtfenster im Total-Quality-Management (TQM)-Tafeln eine Methode von Unternehmen, um Mitarbeitern in Produktion, Büro, Verwaltung und Vertrieb komplizierte Zusammenhänge durch Visualisierung verständlich und begreifbar zu machen. Gut informierte Mitarbeiter, die sich persönlich angesprochen fühlen, tragen aktiv zur Qualitäts- und Ergebnisverbesserung bei.